# California Love
"California Love" je Hip-Hop pjesma Tupac Shakur-a, Dr. Dre-a i Roger Troutman-a. Pjesma je objavljena u prosincu 1995. dok je Tupac bio u zatvoru. Pjesma je na Billboard Hot 100 dosegla prvo mjesto, a poslije je bila nominirana za Grammy u grupi najbolja rap izvedba. Pjesma je ušla u Rolling Stone-ovu listu "500 najboljih pjesama svih vremena" na poziciji #346, a na VH1 listi "100 najboljih pjesama 90-ih godina" zauzela je broj #51.

## Top Liste
| Top lista (1996)                                | Završna pozicija |
| ----------------------------------------------- | ---------------- |
| U.S. Billboard Hot 100                          | 1                |
| U.S. Billboard Hot R&B/Hip-Hop Singles & Tracks | 1                |
| U.S. Billboard Hot Rap Singles                  | 1                |
| RIANZ New Zealand Singles Chart                 | 2                |
| UK Singles Chart                                | 17               |